# Lamar Hunt U.S. Open Cup 2014
La Lamar Hunt U.S. Open Cup 2014 fue la 101.ª edición de la Lamar Hunt U.S. Open Cup del fútbol de los Estados Unidos. Empezó el 7 de mayo y finalizó el 16 de septiembre.
En esta edición participaron de 68 a 80 equipos en total. Seattle Sounders FC lograron su cuarto título tras vencer al Philadelphia Union por 3-1 y clasificó a la fase de grupos de la Concacaf Liga Campeones 2015-16.

## Equipos clasificados
El torneo consiste de 80 equipos de distintas categorías:
Los 16 equipos de la Major League Soccer (Primera División)
| - Chicago Fire - Chivas USA - Colorado Rapids - Columbus Crew - FC Dallas - D.C. United - Houston Dynamo - Los Angeles Galaxy | - New England Revolution - New York Red Bulls - Philadelphia Union - Portland Timbers - Real Salt Lake - San Jose Earthquakes - Seattle Sounders FC - Sporting Kansas City |

Los 8 equipos de la North American Soccer League (Segunda División)
- Atlanta Silverbacks
- Carolina RailHawks
- Fort Lauderdale Strikers
- Indy Eleven
- Minnesota United
- New York Cosmos
- San Antonio Scorpions
- Tampa Bay Rowdies

Los 14 equipos de la USL PRO (Tercera División)
- Arizona United
- Charleston Battery
- Charlotte Eagles
- Dayton Dutch Lions
- Harrisburg City Islanders
- LA Galaxy II
- Oklahoma City Energy
- Orange County Blues
- Orlando City
- Pittsburgh Riverhounds
- Richmond Kickers
- Rochester Rhinos
- Sacramento Republic
- Wilmington Hammerheads

Los 19 equipos de la USL Premier Development League (Cuarta División)
| - Austin Aztex - Baltimore Bohemians - Carolina Dynamo - Fresno Fuego - Jersey Express - GPS Portland Phoenix - Laredo Heat - Los Angeles Misioneros - Michigan Bucks - Ocala Stampede | - Ocean City Nor'easters - Orlando City Sub-23 - Panama City Beach Pirates - Portland Timbers Sub-23 - Reading United - Real Colorado Foxes - Ventura County Fusion - Vermont Voltage - Western Mass Pioneers |

Los 11 equipos de la National Premier Soccer League
- Brooklyn Italians
- CD Aguiluchos
- Chattanooga FC
- Detroit City FC
- GBFC Thunder
- Jacksonville United
- FC Sonic Lehigh Valley
- New York Red Bulls NPSL
- RVA FC
- San Diego Flash
- Tulsa Athletics

Los 10 equipos de la United States Adult Soccer Association
- Cal FC
- Des Moines Menace USASA
- Greek American AA
- Icon FC
- Massachusetts Premier Soccer
- NTX Rayados
- PSA Elite
- Red Force
- RWB Adria
- FC Schwaben AC

1 equipo de la United States Club Soccer
- Corinthians USA

1 equipo de la United States Specialty Sports Association
- Colorado Rovers Soccer Club

## Primera ronda
En esta etapa se disputaron los 5 equipos provenientes de la USL Premier Development League, los 4 de la USASA regional, los 5 de la National Premier Soccer League, 1 club de la United States Club Soccer y United States Specialty Sports Association.
| Fecha     | Local                     | Resultado     | Visitante              |
| --------- | ------------------------- | ------------- | ---------------------- |
| 7 de mayo | GPS Portland Phoenix      | 0 - 1         | FC Sonic Lehigh Valley |
| 7 de mayo | Detroit City FC           | 2 (1) - 2 (3) | RWB Adria (pen)        |
| 7 de mayo | Western Mass Pioneers     | 4 - 1         | Mass Premier Soccer    |
| 7 de mayo | New York Red Bulls (NPSL) | 2 - 1         | Vermont Voltage        |
| 7 de mayo | Colorado Rovers           | 1 - 2         | Red Force FC           |
| 7 de mayo | Ventura County Fusion     | 2 - 1         | CD Aguiluchos          |
| 7 de mayo | San Diego Flash           |               | Corinthians USA        |
| 7 de mayo | (pen) PSA Elite           | 1 (3) - 1 (2) | Los Angeles Misioneros |

## Segunda ronda
En esta etapa se disputaron los 14 equipos provenientes de la USL Premier Development League, los 6 de la USASA regional, los 6 de la National Premier Soccer League, los 14 de la USL PRO y los 8 equipos clasificados de la primera ronda.
| Fecha      | Local                   | Resultado     | Visitante                 |
| ---------- | ----------------------- | ------------- | ------------------------- |
| 13 de mayo | Portland Timbers Sub-23 | 2 - 3         | Arizona United            |
| 14 de mayo | Orlando City Sub-23     | 2 - 1         | Jacksonville United       |
| 14 de mayo | FC Schwaben AC          | 0 - 2         | Dayton Dutch Lions        |
| 14 de mayo | Baltimore Bohemians     | 4 - 1         | Icon FC                   |
| 14 de mayo | Pittsburgh Riverhounds  | 3 - 1         | New York Red Bulls (NPSL) |
| 14 de mayo | Ocean City Nor'easters  | 0 - 2         | Greek American AA         |
| 14 de mayo | Reading United          | 5 - 2         | GBFC Thunder              |
| 14 de mayo | RVA FC                  | 1 - 6         | Richmond Kickers          |
| 14 de mayo | Charlotte Eagles        | 3 - 1         | Carolina Dynamo           |
| 14 de mayo | FC Sonic Lehigh Valley  | 0 - 4         | Harrisburg City Islanders |
| 14 de mayo | Michigan Bucks          | 0 - 1         | RWB Adria                 |
| 14 de mayo | Orlando City            | 4 - 1         | Ocala Stampede            |
| 14 de mayo | Charleston Battery      | 4 - 0         | Panama City Beach Pirates |
| 14 de mayo | Chattanooga FC          | 3 - 1         | Wilmington Hammerheads    |
| 14 de mayo | Rochester Rhinos        | 2 - 1         | Western Mass Pioneers     |
| 14 de mayo | Jersey Express          | 2 - 4         | Brooklyn Italians         |
| 14 de mayo | Tulsa Athletics         | 0 - 2         | Oklahoma City Energy FC   |
| 14 de mayo | Des Moines Menace USASA | 3 - 0         | Real Colorado Foxes       |
| 14 de mayo | Austin Aztex            | 4 (2) - 4 (4) | NTX Rayados (pen)         |
| 14 de mayo | Fresno Fuego            | 2 - 0         | Orange County Blues       |
| 14 de mayo | Laredo Heat             | 2 - 1         | Red Force                 |
| 14 de mayo | Sacramento Republic FC  | 2 - 1         | Ventura County Fusion     |
| 14 de mayo | San Diego Flash         |               | PSA Elite                 |
| 14 de mayo | LA Galaxy II            | 6 - 1         | Cal FC                    |

## Tercera ronda
En esta etapa se disputaron los equipos provenientes de la North American Soccer League y los 24 equipos clasificados de la segunda ronda.
| Fecha      | Local                    | Resultado       | Visitante                 |
| ---------- | ------------------------ | --------------- | ------------------------- |
| 27 de mayo | Rochester Rhinos         | 2 - 1           | Reading United            |
| 28 de mayo | Richmond Kickers         | 2 - 1           | Greek American AA         |
| 28 de mayo | New York Cosmos          | 2 - 0           | Brooklyn Italians         |
| 28 de mayo | Baltimore Bohemians      | 2 - 4           | Harrisburg City Islanders |
| 28 de mayo | Indy Eleven              | 5 - 2           | Dayton Dutch Lions        |
| 28 de mayo | Pittsburgh Riverhounds   | 3 - 2           | RWB Adria                 |
| 28 de mayo | Des Moines Menace USASA  | 0 - 1           | Minnesota United FC       |
| 28 de mayo | Fort Lauderdale Strikers | 2 - 3           | Laredo Heat               |
| 28 de mayo | San Antonio Scorpions    | 4 - 2           | NTX Rayados               |
| 28 de mayo | Arizona United           | 2 - 1           | Oklahoma City Energy FC   |
| 28 de mayo | Sacramento Republic      | 6 - 0           | Fresno Fuego              |
| 28 de mayo | Carolina RailHawks       | 2 - 0           | Charlotte Eagles          |
| 28 de mayo | LA Galaxy II             | 0 (1) - 0 (3)   | PSA Elite (pen)           |
| 28 de mayo | Chattanooga FC           | 0 - 5           | Atlanta Silverbacks       |
| 28 de mayo | Charleston Battery       | 2 (11) - 2 (12) | Orlando City Sub-23 (pen) |
| 28 de mayo | Orlando City             | 4 - 1           | Tampa Bay Rowdies         |

## Cuarta ronda
En esta etapa se disputaron los equipos provenientes de la Major League Soccer y los 16 equipos clasificados de la tercera ronda.
| Fecha       | Local                    | Resultado     | Visitante                 |
| ----------- | ------------------------ | ------------- | ------------------------- |
| 11 de junio | Houston Dynamo           | 1 - 0         | Laredo Heat               |
| 11 de junio | San Jose Earthquakes     | 2 - 1         | Sacramento Republic       |
| 14 de junio | Atlanta Silverbacks      | 2 - 1         | Real Salt Lake            |
| 14 de junio | (pen) Carolina RailHawks | 1 (3) - 1 (2) | Chivas USA                |
| 14 de junio | New York Cosmos          | 3 - 0         | New York Red Bulls        |
| 17 de junio | FC Dallas                | 2 - 0         | San Antonio Scorpions     |
| 17 de junio | Rochester Rhinos         | 1 - 0         | D.C. United               |
| 17 de junio | Philadelphia Union       | 3 - 1         | Harrisburg City Islanders |
| 17 de junio | Columbus Crew            | 2 - 1         | Indy Eleven               |
| 17 de junio | Colorado Rapids          | 5 - 2         | Orlando City              |
| 17 de junio | Portland Timbers         | 3 - 0         | Orlando City Sub-23       |
| 18 de junio | Richmond Kickers         | 2 - 3         | New England Revolution    |
| 18 de junio | Chicago Fire             | 2 - 1         | Pittsburgh Riverhounds    |
| 18 de junio | Sporting Kansas City     | 2 - 0         | Minnesota United FC       |
| 18 de junio | Seattle Sounders FC      | 5 - 0         | PSA Elite                 |
| 18 de junio | Arizona United           | 1 - 2         | Los Angeles Galaxy        |

## Fase final
|  | Octavos de final          | Octavos de final         |                     |       | Cuartos de final | Cuartos de final |  |  | Semifinales     | Semifinales     |  |  | Final            | Final            |
|  | 24/25 de junio            | 24/25 de junio           |                     |       | 8/9 de julio     | 8/9 de julio     |  |  | 12/13 de agosto | 12/13 de agosto |  |  | 16 de septiembre | 16 de septiembre |
|  |                           |                          |                     |       |                  |                  |  |  |                 |                 |  |  |                  |                  |
|  |                           |                          |                     |       |                  |                  |  |  |                 |                 |  |  |                  |                  |
|  |                           |                          |                     |       |                  |                  |  |  |                 |                 |  |  |                  |                  |
|  | Carolina RailHawks        | 1                        |                     |       |                  |                  |  |  |                 |                 |  |  |                  |                  |
|  | Carolina RailHawks        | 1                        |                     |       |                  |                  |  |  |                 |                 |  |  |                  |                  |
|  | Los Angeles Galaxy        | 0                        |                     |       |                  |                  |  |  |                 |                 |  |  |                  |                  |
|  | Los Angeles Galaxy        | 0                        | Carolina RailHawks  | 2     |                  |                  |  |  |                 |                 |  |  |                  |                  |
|  |                           |                          |                     | 2     |                  |                  |  |  |                 |                 |  |  |                  |                  |
|  |                           | FC Dallas                | 5                   |       |                  |                  |  |  |                 |                 |  |  |                  |                  |
|  | Houston Dynamo            | FC Dallas                | 5                   | 2     |                  |                  |  |  |                 |                 |  |  |                  |                  |
|  | Houston Dynamo            |                          |                     | 2     |                  |                  |  |  |                 |                 |  |  |                  |                  |
|  | FC Dallas                 | 3                        |                     |       |                  |                  |  |  |                 |                 |  |  |                  |                  |
|  | FC Dallas                 | 3                        | FC Dallas           | 1 (3) |                  |                  |  |  |                 |                 |  |  |                  |                  |
|  |                           |                          |                     | 1 (3) |                  |                  |  |  |                 |                 |  |  |                  |                  |
|  |                           | Philadelphia Union (pen) | 1 (4)               |       |                  |                  |  |  |                 |                 |  |  |                  |                  |
|  | Philadelphia Union        | Philadelphia Union (pen) | 1 (4)               | 2     |                  |                  |  |  |                 |                 |  |  |                  |                  |
|  | Philadelphia Union        |                          |                     | 2     |                  |                  |  |  |                 |                 |  |  |                  |                  |
|  | New York Cosmos           | 1                        |                     |       |                  |                  |  |  |                 |                 |  |  |                  |                  |
|  | New York Cosmos           | 1                        | Philadelphia Union  | 2     |                  |                  |  |  |                 |                 |  |  |                  |                  |
|  |                           |                          |                     | 2     |                  |                  |  |  |                 |                 |  |  |                  |                  |
|  |                           | New England Revolution   | 0                   |       |                  |                  |  |  |                 |                 |  |  |                  |                  |
|  | New England Revolution    | New England Revolution   | 0                   | 2     |                  |                  |  |  |                 |                 |  |  |                  |                  |
|  | New England Revolution    |                          |                     | 2     |                  |                  |  |  |                 |                 |  |  |                  |                  |
|  | Rochester Rhinos          | 1                        |                     |       |                  |                  |  |  |                 |                 |  |  |                  |                  |
|  | Rochester Rhinos          | 1                        | Philadelphia Union  | 1     |                  |                  |  |  |                 |                 |  |  |                  |                  |
|  |                           |                          |                     | 1     |                  |                  |  |  |                 |                 |  |  |                  |                  |
|  |                           | Seattle Sounders FC      | 3                   |       |                  |                  |  |  |                 |                 |  |  |                  |                  |
|  | Seattle Sounders FC (pen) | Seattle Sounders FC      | 3                   | 1 (4) |                  |                  |  |  |                 |                 |  |  |                  |                  |
|  | Seattle Sounders FC (pen) |                          |                     | 1 (4) |                  |                  |  |  |                 |                 |  |  |                  |                  |
|  | San Jose Earthquakes      | 1 (1)                    |                     |       |                  |                  |  |  |                 |                 |  |  |                  |                  |
|  | San Jose Earthquakes      | 1 (1)                    | Seattle Sounders FC | 3     |                  |                  |  |  |                 |                 |  |  |                  |                  |
|  |                           |                          |                     | 3     |                  |                  |  |  |                 |                 |  |  |                  |                  |
|  |                           | Portland Timbers         | 1                   |       |                  |                  |  |  |                 |                 |  |  |                  |                  |
|  | Sporting Kansas City      | Portland Timbers         | 1                   | 1     |                  |                  |  |  |                 |                 |  |  |                  |                  |
|  | Sporting Kansas City      |                          |                     | 1     |                  |                  |  |  |                 |                 |  |  |                  |                  |
|  | Portland Timbers          | 3                        |                     |       |                  |                  |  |  |                 |                 |  |  |                  |                  |
|  | Portland Timbers          | 3                        | Seattle Sounders FC | 6     |                  |                  |  |  |                 |                 |  |  |                  |                  |
|  |                           |                          |                     | 6     |                  |                  |  |  |                 |                 |  |  |                  |                  |
|  |                           | Chicago Fire             | 0                   |       |                  |                  |  |  |                 |                 |  |  |                  |                  |
|  | Colorado Rapids           | Chicago Fire             | 0                   | 1     |                  |                  |  |  |                 |                 |  |  |                  |                  |
|  | Colorado Rapids           |                          |                     | 1     |                  |                  |  |  |                 |                 |  |  |                  |                  |
|  | Atlanta Silverbacks       | 2                        |                     |       |                  |                  |  |  |                 |                 |  |  |                  |                  |
|  | Atlanta Silverbacks       | 2                        | Atlanta Silverbacks | 1     |                  |                  |  |  |                 |                 |  |  |                  |                  |
|  |                           |                          |                     | 1     |                  |                  |  |  |                 |                 |  |  |                  |                  |
|  |                           | Chicago Fire             | 3                   |       |                  |                  |  |  |                 |                 |  |  |                  |                  |
|  | Chicago Fire              | Chicago Fire             | 3                   | 4     |                  |                  |  |  |                 |                 |  |  |                  |                  |
|  | Chicago Fire              |                          |                     | 4     |                  |                  |  |  |                 |                 |  |  |                  |                  |
|  | Columbus Crew             | 2                        |                     |       |                  |                  |  |  |                 |                 |  |  |                  |                  |
|  | Columbus Crew             | 2                        |                     |       |                  |                  |  |  |                 |                 |  |  |                  |                  |

### Semifinales
| 12 de agosto de 2014, 20:00 (UTC-5) | FC Dallas                                | 1:1 (0:0) (3:4 p.)         | Philadelphia Union                  | Toyota Stadium, Frisco, Texas                          |                                                        |
|                                     | Castillo 81'                             | Reporte                    | Okugo 47'                           | Asistencia: 4.326 espectadores Árbitro(s): Mark Geiger | Asistencia: 4.326 espectadores Árbitro(s): Mark Geiger |
|                                     |                                          | Tiros desde el punto penal |                                     |                                                        |                                                        |
|                                     | Michel · Akindele · Pérez · Loyd · Ulloa |                            | Williams · Nogueira · Maidana · Edu |                                                        |                                                        |

| 13 de agosto de 2014, 19:30 (UTC-7) | Seattle Sounders FC                                      | 6:0 (2:0) | Chicago Fire | Starfire Sports Complex, Tukwila, Washington            |                                                         |
|                                     | Rose 33' 58' · Cooper 83' 84' · Barrett 6' · Martins 79' | Reporte   |              | Asistencia: 4.361 espectadores Árbitro(s): Jair Marrufo | Asistencia: 4.361 espectadores Árbitro(s): Jair Marrufo |

### Final
| 18 | POR | Zac MacMath       |      |
| 25 | DEF | Sheanon Williams  | 110' |
| 2  | DEF | Carlos Valdés     |      |
| 15 | DEF | Ethan White       |      |
| 28 | DEF | Raymon Gaddis     |      |
| 21 | MED | Maurice Edu       |      |
| 5  | MED | Vincent Nogueira  |      |
| 11 | MED | Sébastien Le Toux |      |
| 10 | MED | Cristian Maidana  |      |
| 9  | MED | Andrew Wenger     | 94'  |
| 6  | DEL | Conor Casey       | 78'  |
| DT | DT  | Jim Curtin        |      |

| 24 | POR | Stefan Frei       |                                 |
| 17 | DEF | DeAndre Yedlin    |                                 |
| 14 | DEF | Chad Marshall     |                                 |
| 20 | DEF | Zach Scott        |                                 |
| 12 | DEF | Leonardo González |                                 |
| 3  | MED | Brad Evans        | 94'                             |
| 6  | MED | Osvaldo Alonso    |                                 |
| 5  | MED | Andy Rose         |                                 |
| 27 | MED | Lamar Neagle      | 74'                             |
| 19 | DEL | Chad Barrett      | 60'                             |
| 2  | DEL | Clint Dempsey     | Jugador más valioso de la final |
| DT | DT  | Sigi Schmid       |                                 |

| 30 | MED | Pedro Ribeiro | 78'  |
| 44 | MED | Danny Cruz    | 81'  |
| 8  | MED | Fred          | 110' |

| 9  | DEL | Obafemi Martins | 60' |
| 10 | MED | Marco Pappa     | 74' |
| 8  | MED | Gonzalo Pineda  | 94' |

| Anotado | 38' | Maurice Edu |

| Anotado | 47'  | Chad Barrett    |  |
| Anotado | 101' | Clint Dempsey   |  |
| Anotado | 114' | Obafemi Martins |  |

| Amonestado | 57' | Conor Casey |

| Amonestado | 25' | Osvaldo Alonso |

| Árbitro             | Armando Villarreal |
| Árbitros asistentes | Peter Manikowski   |
| Árbitros asistentes | Corey Parker       |
| Cuarto árbitro      | Jose Carlos Rivero |

| 18 | POR | Zac MacMath       |      |
| 25 | DEF | Sheanon Williams  | 110' |
| 2  | DEF | Carlos Valdés     |      |
| 15 | DEF | Ethan White       |      |
| 28 | DEF | Raymon Gaddis     |      |
| 21 | MED | Maurice Edu       |      |
| 5  | MED | Vincent Nogueira  |      |
| 11 | MED | Sébastien Le Toux |      |
| 10 | MED | Cristian Maidana  |      |
| 9  | MED | Andrew Wenger     | 94'  |
| 6  | DEL | Conor Casey       | 78'  |
| DT | DT  | Jim Curtin        |      |

| 24 | POR | Stefan Frei       |                                 |
| 17 | DEF | DeAndre Yedlin    |                                 |
| 14 | DEF | Chad Marshall     |                                 |
| 20 | DEF | Zach Scott        |                                 |
| 12 | DEF | Leonardo González |                                 |
| 3  | MED | Brad Evans        | 94'                             |
| 6  | MED | Osvaldo Alonso    |                                 |
| 5  | MED | Andy Rose         |                                 |
| 27 | MED | Lamar Neagle      | 74'                             |
| 19 | DEL | Chad Barrett      | 60'                             |
| 2  | DEL | Clint Dempsey     | Jugador más valioso de la final |
| DT | DT  | Sigi Schmid       |                                 |

| 30 | MED | Pedro Ribeiro | 78'  |
| 44 | MED | Danny Cruz    | 81'  |
| 8  | MED | Fred          | 110' |

| 9  | DEL | Obafemi Martins | 60' |
| 10 | MED | Marco Pappa     | 74' |
| 8  | MED | Gonzalo Pineda  | 94' |

| Anotado | 38' | Maurice Edu |

| Anotado | 47'  | Chad Barrett    |  |
| Anotado | 101' | Clint Dempsey   |  |
| Anotado | 114' | Obafemi Martins |  |

| Amonestado | 57' | Conor Casey |

| Amonestado | 25' | Osvaldo Alonso |

| Árbitro             | Armando Villarreal |
| Árbitros asistentes | Peter Manikowski   |
| Árbitros asistentes | Corey Parker       |
| Cuarto árbitro      | Jose Carlos Rivero |

| Bandera del Estado de Washington      |
| Campeón Seattle Sounders FC 4º título |

## Goleadores
| Jugador          | Equipo              | Goles |
| ---------------- | ------------------- | ----- |
| Kenny Cooper     | Seattle Sounders FC | 6     |
| Blake Smith      | Indy Eleven         | 4     |
| Fabián Castillo  | FC Dallas           | 4     |
| Gastón Fernández | Portland Timbers    | 4     |

## Jugador más valioso por ronda[5]
| Ronda            | Futbolista      | Equipo              |
| ---------------- | --------------- | ------------------- |
| Primera ronda    | Vlad Baciu      | RWB Adria           |
| Segunda ronda    | Luke Winter     | Chattanooga FC      |
| Tercera ronda    | Earl Edwards Jr | PSA Elite           |
| Cuarta ronda     | Deshorn Brown   | Colorado Rapids     |
| Octavos de final | Scott Goodwin   | Carolina RailHawks  |
| Cuartos de final | Sin ganador     | Sin ganador         |
| Semifinales      | Zac MacMath     | Philadelphia Union  |
| Final            | Clint Dempsey   | Seattle Sounders FC |